# Kobre
Kobre su zmije otrovnice iz porodice guja (Elapidae). To je zbirni naziv za čitav niz raznih vrsta zmija iz te porodice, svrstanih inače u razne rodove.

## Tjelesna građa
Veličina im se kreće od približno 60 cm pa sve do 2 m. Ove su zmije možda najpoznatije po tome što mogu raširiti svoj vrat tako da oblikuju savršeni klobuk.

## Stanište
Prirodno stanište im je poprilično raznoliko te neke vrste žive u pustinjama a druge u tropskim kišnim šumama i drugim staništima u Africi i Aziji. Vrlo često žive u blizini ljudskih naselja te tako često dolazi do međusobnog kontakta gdje nisu rijetki opasni ugrizi.

## Otrovnost
Usprkos svojoj velikoj i zloglasnoj reputaciji, ugriz kobre rijetko završava smrću ugrizene osobe. Neka istraživanja ukazuju da je čak oko 50 % ugriza bez otrova, to su tzv. "suhi ugrizi". Ugriz je smrtonosan u samo 10 % slučajeva, ali se opasnost razlikuje od vrste do vrste. Neke su vrste mnogo opasnije od drugih. Zubi su im relativno mali te ponekad ne omogućuju efektivno uštrcavanje otrova. Primjerice, kraljevske kobre duge 5 metra imaju otrovne zube duge svega 1 cm dok poskok dug jedva 1 m ima otrovne zube jednake veličine. Također, kobrin ugriz je vrlo spor u usporedbi s munjevitim ugrizima drugih opasnih zmija otrovnica, poglavito ljutica kao sto su naš poskok i riđovka. Ipak, svaki ugriz treba shvatiti vrlo ozbiljno (kao potencijalno smrtonosan) te što hitnije potražiti liječničku pomoć. Smrt od ugriza (ako je ugriz smrtonosan) najčešće nastupa u roku od 2 do 6 sati, ali ako je otrov ubrizgan direktno u venu, ona može nastupiti u manje od jednog sata.

## Najpoznatije vrste
U području južne i jugoistočne Azije živi kraljevska kobra (Ophiophagus hannah) koja je najveća zmija otrovnica na svijetu. Nisu rijetki primjerci duljine 4,5 m, a rekordna veličina je 5,7 m. Pošto živi isključivo u šumskim područjima, rijetko dolazi u doticaj s čovjekom, tako da je broj ugriza ove zmije vrlo mali. Najčešće budu ugrizeni krotitelji zmija u Burmi i Tajlandu koji za svoje predstave koriste ove zmije. Iako joj otrov nije naročito toksičan, te je po svojoj snazi znatno slabiji od brojnih drugih zmija, ugriz je vrlo opasan, jer zmija ugrizom izluči veliku količinu otrova. Zabilježen je slučaj kada je kraljevska kobra ugrizla slona u kožni nabor na vrhu surle, pa je slon za nekoliko sati uginuo. Ove se zmije hrane isključivo drugim zmijama pa se i zbog toga na latinskom zovu zmijožderi.
Iako ljudi često stradaju od Indijske kobre (Naja naja) broj ugriza je relativno mali u odnosu na brojnost populacije kobri i ljudske populacije. Razlog tome je što se kobra smatra utjelovljenjem nekih indijskih božanstava, pa mnogi ljudi paze da kobrama ne smetaju i ne naude. Čak se negdje (primjerice, u mjestu Shigali) održavaju festivali sa zmijama. Ljudi prije takvih događaja sakupljaju kobre i nakon festivala brižljivo ih vraćaju na mjesto na kojem su ih našli. 
Zbog posebne građe otrovnih zubi neke kobre mogu štrcati otrov na udaljenost i do 2 metara i tako se braniti od napadača. Otrov ima jako nadražujuće djelovanje na oči i, ako ga se odmah ne ispere, može dovesti do trajne slijepoće. Posebno su po toj osobini poznate četiri vrste afričkih kobri, to su : crnovrata kobra (Naja nigricollis), mozambička kobra (Naja mossambica), crvena kobra (Naja pallida) i južnoafrička kobra pljuvačica (Hemachatus haemachatus). Također neke vrste azijskih kobri poput malezijske kobre pljuvačice (Naja sputatrix) također mogu štrcati otrov.
Poznata je i glasovita Egipatska kobra (Naja haje) koja posjeduje jedan od najsnažnijih otrova od svih kobri,te je njezin ugriz često smrtonosan. Vjeruje se da je egipatska kraljica Kleopatra počinila je samoubojstvo ili je bila ubijena ugrizom ove zmije. Ova je kobra također u vrijeme staroga Egipta bila simbol Donjeg Egipta a zvala se Uadžit i predstavljala je vatreno oko boga Ra.

## Popis kobra
- Prave kobre (Naja)
- Kraljevska kobra (Ophiophagus hannahkeiper)
- Južnoafrička kobra pljuvačica (Hemachatus haemachatus)
- Aspidelaps
- Vodene kobre (Boulengerina)
- Harlekinske kobre (Homoroselaps)
- Šumske kobre (Pseudohaje)
- Pustinjske kobre (Walterinnesia)
- Indijska kobra (Naja naja)
- Egipatska kobra (Naja haje)